# 미노와촌 (후쿠시마현 이와키군)
미노와촌(箕輪村)은 후쿠시마현 이와키군에 일찍이 존재했던 촌이다.

## 지리
- 현재의 이와키시 동남부에 해당한다.

## 역사
- 1889년 4월 1일 - 정촌제 시행에 의해 3촌이 합병해 이와사키군 미노와촌이 성립하였다.
- 1896년 4월 1일 - 이와사키군, 사쿠다군과 합병해 이와키군이 성립해, 이와키군 미노와촌이 되었다.
- 1955년 2월 11일 - 우치고시와, 요시마촌에 편입해, 동일 미노와촌이 폐지되었다.

## 교통

### 도로
- 국도 115호선 (현:국도 49호선)

현재는 반에쓰 자동차도가 지나가지만 당시엔 미개통이였다.

## 참고문헌
- 角川日本地名大辞典 7 福島県